# Lijst van afleveringen van The Strain
Dit is een lijst met afleveringen van de Amerikaanse televisieserie The Strain.
Een overzicht van alle afleveringen is hieronder te vinden.

## Seizoen 1 (2014)
| nr. in serie | nr. in seizoen | Titel                  | Regisseur          | Schrijver(s)                                   | Uitzenddatum      |
| ------------ | -------------- | ---------------------- | ------------------ | ---------------------------------------------- | ----------------- |
| 1            | 1              | Night Zero             | Guillermo del Toro | Guillermo del Toro & Chuck Hogan               | 13 juli 2014      |
| 2            | 2              | The Box                | David Semel        | David Weddle & Bradley Thompson                | 20 juli 2014      |
| 3            | 3              | Gone Smooth            | David Semel        | Chuck Hogan                                    | 27 juli 2014      |
| 4            | 4              | It's Not for Everyone  | Keith Gordon       | Regina Corrado                                 | 3 augustus 2014   |
| 5            | 5              | Runaways               | Peter Weller       | Gennifer Hutchison                             | 10 augustus 2014  |
| 6            | 6              | Occultation            | Peter Weller       | Justin Britt-Gibson                            | 17 augustus 2014  |
| 7            | 7              | For Services Rendered  | Charlotte Sieling  | David Weddle & Bradley Thompson                | 24 augustus 2014  |
| 8            | 8              | Creatures of the Night | Guy Ferland        | Chuck Hogan                                    | 31 augustus 2014  |
| 9            | 9              | The Disappeared        | Charlotte Sieling  | Regina Corrado                                 | 7 september 2014  |
| 10           | 10             | Loved Ones             | John Dahl          | Gennifer Hutchison                             | 14 september 2014 |
| 11           | 11             | The Third Rail         | Deran Sarafian     | Justin Britt-Gibson & Chuck Hogan              | 21 september 2014 |
| 12           | 12             | Last Rites             | Peter Weller       | Carlton Cuse & David Weddle & Bradley Thompson | 28 september 2014 |
| 13           | 13             | The Master             | Phil Abraham       | Carlton Cuse & Chuck Hogan                     | 5 oktober 2014    |

## Seizoen 2 (2015)
| nr. in serie | nr. in seizoen | Titel                   | Regisseur       | Schrijver(s)                    | Uitzenddatum      |
| ------------ | -------------- | ----------------------- | --------------- | ------------------------------- | ----------------- |
| 14           | 1              | BK, NY                  | Gregory Hoblit  | Carlton Cuse & Chuck Hogan      | 12 juli 2015      |
| 15           | 2              | By Any Means            | TJ Scott        | Bradley Thompson & David Weddle | 19 juli 2015      |
| 16           | 3              | Fort Defiance           | Guy Ferland     | Regina Corrado                  | 26 juli 2015      |
| 17           | 4              | The Silver Angel        | J. Miles Dale   | Chuck Hogan                     | 2 augustus 2015   |
| 18           | 5              | Quick and Painless      | J. Miles Dale   | Liz Phang                       | 9 augustus 2015   |
| 19           | 6              | Identity                | Howard Deutch   | Justin Britt-Gibson             | 16 augustus 2015  |
| 20           | 7              | The Born                | Howard Deutch   | Chuck Hogan                     | 23 augustus 2015  |
| 21           | 8              | Intruders               | Kevin Dowling   | David Weddle & Bradley Thompson | 30 augustus 2015  |
| 22           | 9              | The Battle for Red Hook | Kevin Dowling   | Regina Corrado                  | 6 september 2015  |
| 23           | 10             | The Assassin            | Phil Abraham    | Liz Phang                       | 13 september 2015 |
| 24           | 11             | Dead End                | Phil Abraham    | Carlton Cuse & Regina Corrado   | 20 september 2015 |
| 25           | 12             | Fallen Light            | Vincenzo Natali | Bradley Thompson & David Weddle | 27 september 2015 |
| 26           | 13             | Night Train             | Vincenzo Natali | Carlton Cuse & Chuck Hogan      | 4 oktober 2015    |

## Seizoen 3 (2016)
| nr. in serie | nr. in seizoen | Titel                      | Regisseur       | Schrijver(s)                    | Uitzenddatum      |
| ------------ | -------------- | -------------------------- | --------------- | ------------------------------- | ----------------- |
| 27           | 1              | New York Strong            | J. Miles Dale   | Carlton Cuse & Chuck Hogan      | 28 augustus 2016  |
| 28           | 2              | Bad White                  | J. Miles Dale   | David Weddle & Bradley Thompson | 4 september 2016  |
| 29           | 3              | First Born                 | Ken Girotti     | Chuck Hogan                     | 11 september 2016 |
| 30           | 4              | Gone But Not Forgotten     | Ken Girotti     | Regina Corrado                  | 18 september 2016 |
| 31           | 5              | Madness                    | Deran Sarafian  | Liz Phang                       | 25 september 2016 |
| 32           | 6              | The Battle of Central Park | Deran Sarafian  | Bradley Thompson & David Weddle | 2 oktober 2016    |
| 33           | 7              | Collaborators              | TJ Scott        | Chuck Hogan & Glen Whitman      | 9 oktober 2016    |
| 34           | 8              | White Light                | TJ Scott        | Regina Corrado & Liz Phang      | 16 oktober 2016   |
| 35           | 9              | Do or Die                  | Vincenzo Natali | David Weddle & Bradley Thompson | 23 oktober 2016   |
| 36           | 10             | The Fall                   | Carlton Cuse    | Carlton Cuse & Chuck Hogan      | 30 oktober 2016   |

## Seizoen 4 (2017)
| nr. in serie | nr. in seizoen | Titel              | Regisseur      | Schrijver(s)                    | Uitzenddatum      |
| ------------ | -------------- | ------------------ | -------------- | ------------------------------- | ----------------- |
| 37           | 1              | The Worm Turns     | J. Miles Dale  | Carlton Cuse & Chuck Hogan      | 16 juli 2017      |
| 38           | 2              | The Blood Tax      | J. Miles Dale  | Liz Phang                       | 23 juli 2017      |
| 39           | 3              | One Shot           | Kevin Dowling  | Bradley Thompson & David Weddle | 30 juli 2017      |
| 40           | 4              | New Horizons       | Kevin Dowling  | Mickey Fisher                   | 6 augustus 2017   |
| 41           | 5              | Belly of the Beast | Norberto Barba | Jeff Wadlow                     | 13 augustus 2017  |
| 42           | 6              | Tainted Love       | Norberto Barba | Paul Keables                    | 20 augustus 2017  |
| 43           | 7              | Ouroboros          | Thomas Carter  | Andy Iser                       | 27 augustus 2017  |
| 44           | 8              | Extraction         | Paco Cabezas   | Liz Phang                       | 3 september 2017  |
| 45           | 9              | The Traitor        | Jennifer Lynch | David Weddle & Bradley Thompson | 10 september 2017 |
| 46           | 10             | The Last Stand     | J. Miles Dale  | Chuck Hogan & Carlton Cuse      | 17 september 2017 |